# 湾岸ミッドナイト MAXIMUM TUNE 4
『湾岸ミッドナイト MAXIMUM TUNE 4』（わんがんミッドナイト マキシマムチューンフォー）とは、バンダイナムコゲームスのアーケードゲーム部門（現：バンダイナムコアミューズメント）より2011年12月15日に稼働されたアーケードレースゲーム。楠みちはる氏原作の漫画『湾岸ミッドナイト』を題材としたアーケードレースゲームの8作目で、湾岸ミッドナイト MAXIMUM TUNEシリーズの第6作目にあたる。

## ゲーム概要
大きくフルモデルチェンジされたマキシシリーズの第6作目として2011年12月15日に稼働開始（但し12月7日より東京・川崎・横浜・大阪の4店舗にて先行稼動されていた）。稼働までの経緯として、まず2011年2月19日にプレサイトがオープン（『MAXIMUM TUNE 4』はプレサイトオープン時では仮称であったが、タイトルロゴを若干リファインした上で正式タイトルになった）。その後7月30日と31日に東京・横浜・大阪の3箇所でのロケテストの他、9月15日から3日間に渡って幕張メッセにて行われた「第49回アミューズメントマシンショー」でプレイアブル出展された（但し前作 3DX PLUSからのデータ移行、一部メーカー・車種が選択できず、カードには5台分のデータしか作成できなかった）。
新コースに「横浜みなとみらい線」、新車種に日産・スカイラインクーペ（V36）、マツダ・サバンナRX-7（SA22C）、スバル・レガシィB4（BM9）、三菱・スタリオン、トヨタ・クラウンアスリート、RUF・CTR、RUF・RGT、シボレー・コルベットZR1が追加された。しかし3DX PLUSまで登場していたゲンバラ3車種が諸事情により収録が見送られた。
新たにALL.Netに対応し、稼動後もネットを介したオンラインアップデートでコースや車種など順次追加要素が配信されている（前作に於いて始めから収録されていた箱根・名古屋・福岡の各コースが稼働開始時で収録されず、アップデートで後日追加された）。そして湾岸ミッドナイトシリーズとしては初となる全国分身対戦モードを追加。一方前作まであった10人抜きモードは収録が見送られている。
コクピット筐体も32インチのワイド液晶モニターを採用した新型にリニューアルされ、グラフィックが大幅に向上している。そして「湾岸ターミナル」と呼ばれるターミナル筐体も設置。基本的に使用車種のカスタマイズやデータ閲覧はこの筐体で行うことになる。カードはこれまでの磁気カードから、非接触式バンダイナムコゲームス共通ICカードの「バナパスポートカード」に変更される（詳細は次述）。同じALL.Net対応のセガ（後のセガ・インタラクティブ）の共通ICカード「Aimeカード」(Aimeと互換性のある、MJ4 EvolutionのMJメンバーズカード、初音ミク Project Diva Arcadeのアクセスカード含む)にも対応（相互利用サービスが2011年11月1日に開始されたため）。カード以外ではおサイフケータイによるデータ保存にも対応している。カードの仕様は変更になったが廃車カードのシステムも引き続き実装されており、同一車で60回プレイすることで「廃車カード」を1枚獲得できる。ICカード1枚につき廃車カード5枚を貯めることができ、ターミナルから他のICカードへ送ることができる。
バナパスポートカードは通常はカード自販機で販売されているが、本作ではコクピット筐体や湾岸ターミナルでも直接購入が可能である。ICカードタイプで筐体から直接購入できる仕様は極めて珍しいが、これは前作までの磁気カードがコクピット筐体から直接購入する仕様だった為に、その要素を引き継いだ格好である。
ICカードには個々を識別するカードナンバーのみが記録されており、ゲーム開始時にセンターサーバーからデータを読み込むため、オンライン接続されていない筐体は、ICカードを使用できない。
ICカード1枚に100台分のデータを保存できるため（詳細は次述）、知人のカードデータとまとめて1枚に保存することは可能だが、ゲームを開始した時点で、カードにロックが掛かり、ゲームを終わらせるまで他の機械でのデータの読み書きができなくなる。知人と対戦をしたい場合は、必ず別々のICカードに保存する必要があるので注意が必要。
なお、2017年2月1日の2:00をもって湾岸マキシ5と同時にオンラインサービスが終了した。

細かい点では、悪魔のZのナンバーが「横浜33 て 53-68」と原作通りになった。
横浜アンパンマンこどもミュージアムに関しては忠実に再現されているため、エンドクレジットに「(c)やなせたかし/フレーベル館・TMS・NTV」の表記がある。(ロケテスト時は太鼓の達人のキャラクター達が代わりに描かれていた)
| エリア     | コース名               | スタートランプ（又は地点） |
| ---------- | ---------------------- | -------------------------- |
| C1         | C1内回り               | 汐留ランプ                 |
| C1         | C1内回り               | 神田橋ランプ               |
| C1         | C1外回り               |                            |
| C1         | 芝公園ランプ           |                            |
| 八重洲線   | 八重洲線内回り         | 汐留JCT                    |
| 八重洲線   | 八重洲線外回り         | 神田橋ランプ               |
| 八重洲線   | 八重洲線外回り         | 京橋JCT                    |
| 新環状     | 新環状左周り           | 有明ランプ                 |
| 新環状     | 新環状右周り           | 木場ランプ                 |
| 湾岸線     | 湾岸線東行き           | 大黒ふ頭ランプ             |
| 湾岸線     | 湾岸線東行き           | 空港中央ランプ             |
| 湾岸線     | 湾岸線西行き           |                            |
| 湾岸線     | 臨海副都心ランプ       |                            |
| 横羽線     | 横羽線上り             | 汐入ランプ                 |
| 横羽線     | 横羽線上り             | 羽田ランプ                 |
| 横羽線     | 横羽線下り             |                            |
| 横羽線     | 芝浦ランプ             |                            |
| 横浜       | みなとみらい内回り     | 新山下ランプ               |
| 横浜       | みなとみらい内回り     | みなとみらいランプ         |
| 横浜       | みなとみらい外回り     |                            |
| 横浜       | 東神奈川ランプ         |                            |
| 名古屋     | 名古屋高速環状         | 丸の内ランプ               |
| 大阪       | 阪神高速環状           | 道頓堀ランプ               |
| 福岡       | 福岡都市高速（西行き） | 姪浜ランプ                 |
| 福岡       | 福岡都市高速（西行き） | 博多駅東ランプ             |
| 福岡       | 福岡都市高速（東行き） | 西公園ランプ               |
| 福岡       | 福岡都市高速（東行き） | 半道橋ランプ               |
| 箱根       | 箱根                   | 往路                       |
| 箱根       | 箱根                   | 復路                       |
| 首都高一周 | 東京エリア             | 芝浦ランプ                 |
| 首都高一周 | 神奈川エリア           | 芝浦ランプ                 |
- 前作から引き継いだコースにも改良が加えられた。

- 「3」では建設中だった晴海線が完成した状態となった。ただし、東雲ジャンクションの標識は未設置。
- 横羽線の生麦ジャンクションは稼働当時建設中だったK7横浜北線部分が完成した状態で登場。大黒線→横羽線の自由分岐が可能となった。
- 新環状の深川線の背景に東京スカイツリーが登場。
- 大師ジャンクション⇔K6川崎線⇔川崎浮島ジャンクションの部分は再現できなかった。

ストーリーモード
プレイの流れは前作までと同一だが、エピソードは『悪魔のZ復活編』から『幻のFC編』までの全60話に短縮（各エピソードの話数とエピソード全体の順序は「3」以降と同じだが、一部エピソードの内容や展開は原作にはないゲームオリジナル要素が付加されているなど、前作と比べて変更点が多い。）されたが、本作稼働から約7年後の「湾岸ミッドナイト MAXIMUM TUNE 6」にて第61話から第100話までのエピソードが「湾岸ミッドナイト MAXIMUM TUNE 3DX PLUS」以来の復活となる予定。また演出面も強化され、キャラクターの台詞が変化（プレイヤーが使用している車種名を名指し）したり、各話のライバルキャラが大きく入れ替わっているものもある。
無敗でクリアするとレース用メーター（黄）が入手できる。また、60話無敗クリア2回目でレース用メーター（赤）も入手できる。また、1周目クリア（無敗・有敗問わず。以下同様。）で「3・3DX・3DX PLUS」の音楽が使用可能となり、2周目クリアで10人抜きモードの音楽が使用可能となり、3周目クリアで「1・2」の音楽が使用可能となり、4周目クリアで「R」の音楽が使用可能となる。
全国分身対戦モード
基本的には前作までの分身対戦モードと同一だが、前作までのプレイした筐体に記録された分身との対戦から、ALL.Netを介して他店舗から検索された分身と対戦できるようになる。
Rev 1.03では、検索機能がさらに強化された。
- 6桁の検索番号を入力することで、確実に友達の分身を呼び出して対戦をすることができる。
- 登録都道府県別検索が行える。

Rev 1.04では、都道府県チャレンジが追加された。
タイムアタックモード
湾岸線は西行き、横羽線は下りが追加され、新環状右回りがロングコースに戻った。みなとみらい外回りのタイムアタックはRev.1.07で選択可能となった。
横浜エリアが追加されたため、首都高1周（神奈川エリア）の距離が延長された。
Rev1.04では箱根が復活し、往路・復路が選択できる。

### 前作からの引継ぎ
- 今作では「バナパスポートカード」に変更され、前作 3DX PLUSからの引き継ぎも湾岸ターミナルから行うことができた。（3DX以前のカード、3DX＋のプレゼントカード、廃車カード、使用済みカードは引き継ぎ不可）。バナパスポートカードは更新が不要で、1枚に今までのカード(チューニングカード)100枚分が保存できる（ただし、筐体で選択できるのは直近に遊んだ若しくはターミナルでデータを更新した5台分のみ。6台目以降の車はターミナルで事前に並び変えをする必要がある）。
- 称号、タイムアタックの成績、対戦スタイル、10人抜きの成績を除くほぼすべてのデータが引き継がれる（なお、3DX・3DX PLUSで入手できたスペシャルメーターは今作では入手不可）。
- すべてのカードが一律無敗でゲーム開始となる。
- 引き継ぐ際に一度だけ名前の変更が可能。
- 前述のとおりゲンバラが削除されたため、使用しているゲンバラの車は追加車種であるRUF・CTRもしくはRUF・RGTに変更される（ステータスはそのまま引き継がれる、車種は3.8RSとRSRならCTR、997アバランシェはRGTに固定）。
- 引き継ぎサービスは2013年10月24日に終了し、以降は前作からのデータ引継ぎが出来なくなった。また、それに伴い同年4月24日以降に引き継いだ車でプレイすると専用の称号が入手可能になった（引き継ぎサービス終了後も入手可能）。

### バージョンアップ
- 「Rev 1.00」
  - 初期バージョン。タイトル背景は悪魔のZとブラックバード(場所は鶴見つばさ橋)。
- 「Rev 1.02」
  - 乱入対戦時のヒット調整や描画処理の安定化など、バグ修正が中心である。
- 「メジャーアップデート★1 Rev 1.03」
  - 福岡都市高速が復活。
  - RUFからRKクーペが登場。条件なしで選択できる。
  - 検索機能が強化され、都道府県検索と検索番号検索が可能となった。
  - 店内王冠争奪戦が復活した。
  - オーラとプレイヤーアピール画面が復活。
  - BGMサウンドがリマスター化された。
  - HIACEのコーナー矢印表示位置修正。
  - タイトル背景が悪魔のZとレイナのGT-Rに変更。
- 「メジャーアップデート★1.5 Rev 1.04」
  - 名古屋高速環状と箱根が復活。
  - タイトル背景は悪魔のZとレイナのGT-Rであるのは変わりないが場所が変更(横浜ベイブリッジ)。
- 「メジャーアップデート★2 Rev 1.05」
  - 全国分身対戦に都道府県チャレンジが追加。
  - チーム機能が実装。
  - ドレスアップパーツが8種類追加。
  - CHEVROLETからCAMAROが条件付きで追加。
  - 店内ランキングが復活。
  - 次期メジャーアップデートによる八重洲線・KK線追加の準備のため、神田橋ジャンクション、京橋ジャンクション、汐留ジャンクションの八重洲線分岐部分が「工事中」となった。
  - タイトル背景は悪魔のZとマサキのFD3S(場所はC1内回り谷町JCT付近)に変更。
- 「Rev 1.06」
  - イメージムービーの権利表記を更新。
- 「メジャーアップデート★3 Rev 1.07」
  - 八重洲線が追加。
  - 全国分身対戦チームステッカーコレクションが追加。相手所属チームの分身を倒せば、チームステッカーをゲットできる。
  - みなとみらい外回りのタイムアタックが選択可能となった。
  - 全国1位争奪戦が追加。期間限定で開催される。
  - CHEVROLETからCORVETTE STINGRAY、CAMARO（こちらは条件付きから無条件に選択できるようになった）、NISSANからFUGA、TOYOTAからSPRINTER TRUENOが追加。
  - タイトル背景が悪魔のZと城島のFC3S、ブラックバード(場所は湾岸線西行きフジテレビ社屋前付近)に変更。
- 「メジャーアップデート★4 Rev 1.08」
  - TOYOTAから2000GTが条件付きで追加。
  - ドレスアップパーツを追加。
- 「Rev 1.09」
  - 一部の車で発生していたタイヤのずれを修正。
- 「メジャーアップデート★5 Rev 1.10」（2013年10月24日実施）
  - TOYOTAから2000GTが無条件で選択可能になり、さらにMAZDAからCOSMO SPORTS、TOYOTAからCELICA XX 2800GTが追加。
  - 前作からの引き継ぎサービスが終了。それに伴い、ターミナルのデモ画面の「画面をタッチしてください」の下に「カード引き継ぎサービスは終了しました」が追加、カード引き継ぎの項目も選べなくなり、ターミナルに設置されているカードリーダーの挿入・排出口もふさがれた。